# 叛獄無間
《叛獄無間》是一部2017年上映的韓國犯罪電影，由《华丽的休假》《登陸之日》的編劇羅賢執導，韓石圭與金来沅主演。跳脫過往的監獄電影設定，不僅是越獄的情節，劇中的囚犯更將監獄大門視為無物，一到夜晚便門戶大開，直接外出作案，却擁有完美的不在場證明。

## 演員陣容

### 主要人物
- 韓石圭 飾演 鄭益浩
- 金來沅 飾演 宋有健

### 其他人物
- 姜信日 飾演 盧局長
- 李璟榮 飾演 裴局長
- 金成均 飾演 金尚祖(金博士)
- 鄭雄仁 飾演 姜所長
- 趙在允 飾演 洪杓
- 申成祿 飾演 昌吉
- 全培秀 飾演 保安科長
- 朴元相 飾演 鄭赫修
- 鄭錫元 飾演 黃範模
- 宋景哲 飾演 楊氏
- 韓周完 飾演 鐘大
- 安世浩 飾演 藤壺
- 劉河俊 飾演 龍哲
- 車燁 飾演 白正
- 郭民浩 飾演 沈學規
- 柳正浩 飾演 徐基泰
- 韓成勇 飾演 桂植
- 金昇勳 飾演 黃老師
- 朴真宇 飾演 吳老師
- 崔盛元 飾演 嚴獄警
- 李在均 飾演 車獄警
- 金燦亨 飾演 宋有哲
- 李勇直 飾演 權科長
- 洪基俊 飾演 佛堂囚犯
- 羅光旭 飾演 張民基
- 延頌荷 飾演 外遇女子
- 張赫鎮 飾演 李代表
- 尹炳熙 飾演 安康魚
- 玄奉植 飾演 安康魚一夥人
- 權赫範 飾演 安康魚一夥人
- 董贤培 飾演 洪杓一夥人
- 朴成賢 飾演 洪杓一夥人
- 卞正賢 飾演 洪杓一夥人
- 徐鎬哲 飾演 洪杓一夥人
- 金興泰 飾演 洪杓一夥人
- 河秀豪 飾演 昌吉一夥人
- 李國豪 飾演 昌吉一夥人
- 金光炫 飾演 警察
- 鄭基燮 飾演 警察
- 尹世鉉 飾演 學圭手下

## 獎項榮譽
| 年份   | 颁奖礼               | 奖项     | 入围者 | 结果 | 参考   |
| ------ | -------------------- | -------- | ------ | ---- | ------ |
| 2017年 | 第54屆大鐘獎         | 最佳照明 | 金在根 | 獲獎 | [ 11 ] |
| 2018年 | 第38屆韓國黃金攝影獎 | 最佳照明 | 金在根 | 獲獎 | [ 12 ] |

## 外部連結
- NAVER上《叛獄無間》的資料
- Daum上《叛獄無間》的資料

- 韩国电影数据库（KMDb）上《叛獄無間》的資料
- 互联网电影数据库（IMDb）上《叛獄無間》的资料（英文）
- 豆瓣电影上《叛獄無間》的資料 （简体中文）
- Box Office Mojo上《叛獄無間》的资料（英文）
- 爛番茄上《叛獄無間》的資料（英文）